# Peter Wegmann (Unternehmer)

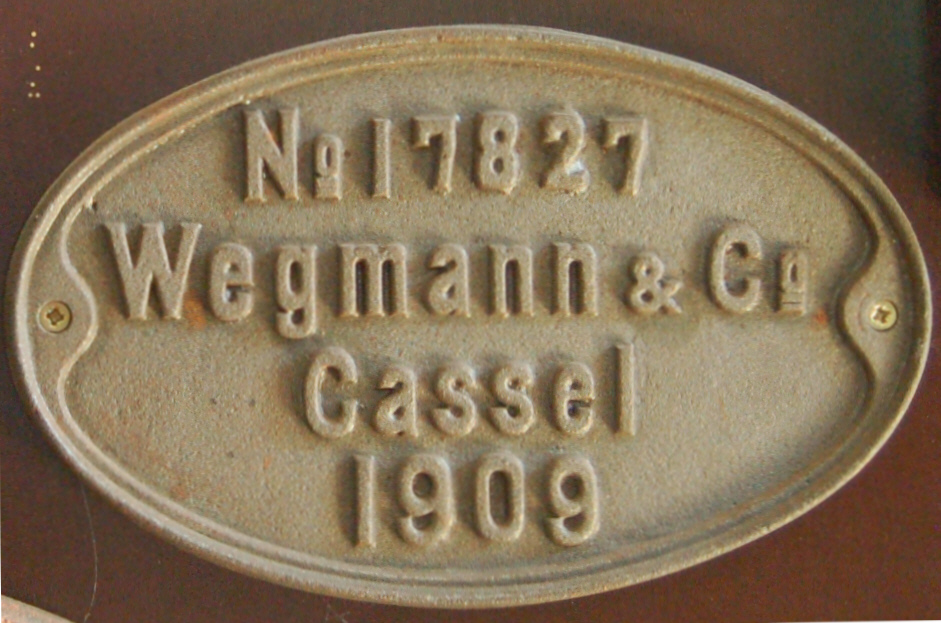
Wegmann-Typenschild (1909)

Peter Wegmann (* 16. März 1843 in Köln; † 29. Mai 1912 in Bad Kissingen) war ein deutscher Kommerzienrat und Mitbegründer des Unternehmens Wegmann, Harkort & Co. in Kassel. Dieses Unternehmen ist heute in den Rüstungskonzern Krauss-Maffei Wegmann (KMW) integriert.

## Leben
Wegmann kaufte im Auftrag zweier Investoren im Jahre 1882 die stillgelegte Wagenfabrik von Sethe & Krippen in Rothenditmold bei Kassel auf. Auf diesem Areal gründete er dann am 2. November des gleichen Jahres zusammen mit Richard Harkort, einem Nachfahren der Industriellenfamilie Harkort, und einem weiteren Investor die Casseler Waggonfabrik von Wegmann, Harkort & Co. Dieses Unternehmen beschäftigte schon im ersten Jahr des Bestehens 210 Angestellte (im Wesentlichen übernommen vom Vorgängerunternehmen Wagenfabrik von Sethe & Krippen). Das Unternehmen baute im Jahre 1882 bereits 273 Güter- und Kohlentransporteisenbahnwagen sowie 15 Eisenbahnwagen zur Personenbeförderung. Im Jahre 1886 wurde Wegmann, nach dem Ausscheiden des Mitgesellschafters Richard Harkort, Alleineigentümer des Unternehmens und benannte dies nun in Wegmann & Co. um. Wegmann gründete 1888 als unternehmensbezogene Betriebskrankenkasse die Betriebskrankenkasse Wegmann & Co., die heutige BKK Herkules. Nach Wegmanns Tod wurde das Unternehmen an den Ingenieur August Bode und den Kaufmann Conrad Köhler verkauft.

## Ehrungen
Im Kasseler Stadtteil Jungfernkopf wurde die Wegmannstraße nach Peter Wegmann benannt.